# Aljaž Cotman
Aljaž Cotman (* 26. April 1994 in Kranj) ist ein slowenischer Fußballtorhüter.

## Karriere

### Verein
Aljaž Cotman begann seine Karriere im Jahr 2000 in der Jugend von NK Triglav Kranj, dem Verein aus seiner Geburtsstadt. 2010 wechselte er nach England in die Jugendakademie der Wolverhampton Wanderers, wo er im März 2012 seinen ersten Profivertrag unterschrieb. Allerdings kam er für die "Wolves" nur in der U-21-Mannschaft zum Einsatz, somit entschied er sich dazu noch vor Auslaufen seines Vertrages wieder in sein Heimatland zurückzukehren. Am 21. Oktober 2013 war der Wechsel zum slowenischen Rekordmeister NK Maribor perfekt, Cotman unterschrieb einen Vertrag bis zum Jahr 2017. Sein Profidebüt bei den Violetten bestritt er am 13. November 2013 beim 5:2-Sieg über den NK Šenčur. Am 17. Mai 2014 kam Cotman letztendlich auch zu seinem ersten Ligaspiel und zwar beim Auswärtsspiel gegen ND Gorica (2:1). Die Spielzeit 2013/14 beendete er mit Maribor auf dem ersten Tabellenplatz, Cotman selbst kam in der Saison zu zwei Ligaeinsätzen. In den Play-offs der Qualifikation für die UEFA Champions League 2014/15 gelang ihm mit seiner Mannschaft eine große Überraschung, nach einem 1:1-Unentschieden zuhause schaffte man einen 1:0-Sieg bei Celtic Glasgow und zog somit zum ersten Mal seit 1999 wieder in die Gruppenphase der UEFA Champions League ein. In den folgenden sieben Jahren kam er nur zu 13 Pflichtspielen für Maribor und so lieh in der Verein in der Saison 2020/21 an den Ligarivalen NK Aluminij aus. Auch dort kam Cotman nur zu einem Pokaleinsatz und nach seiner Rückkehr im Sommer 2021 wechselte er fest zum Zweitligisten NK Nafta 1903.

### Nationalmannschaft
Von 2009 bis 2015 absolvierte der Torhüter insgesamt 34 Länderspiele für diverse slowenische Jugendnationalmannschaften.

## Titel und Erfolge
- Slowenischer Meister: 2014, 2015